# Юссель-Эст
Юссе́ль-Эст (фр. Ussel-Est) — кантон во Франции, находится в регионе Лимузен, департамент Коррез. Входит в состав округа Юссель.
Код INSEE кантона — 1927. Всего в кантон Юссель-Эст входят 6 коммун, из них главной коммуной является Юссель.

## Коммуны кантона
| Коммуна              | Население, чел. (2007) | Почтовый индекс | Код INSEE |
| -------------------- | ---------------------- | --------------- | --------- |
| Вальерг              | 142                    | 19200           | 19277     |
| Мест                 | 296                    | 19200           | 19135     |
| Сент-Экзюпери-ле-Рош | 526                    | 19200           | 19201     |
| Сент-Этьен-о-Кло     | 235                    | 19200           | 19199     |
| Сен-Фрежу            | 269                    | 19200           | 19204     |
| Юссель               | 5 657                  | 19200           | 19275     |

## Население
Население кантона на 2007 год составляло 7 125 человек.
| 1962 | 1968 | 1975 | 1982 | 1990 | 1999 | 2006  | 2007  |
| ---- | ---- | ---- | ---- | ---- | ---- | ----- | ----- |
| —    | —    | —    | —    | —    | —    | 7 066 | 7 125 |